# 13e étape du Tour de France 2007
Pour un article plus général, voir Tour de France 2007.
La 13e étape du Tour de France 2007 a lieu le 21 juillet. Le parcours de 54 kilomètres autour d'Albi est le premier contre-la-montre de ce Tour de France.

## Récit

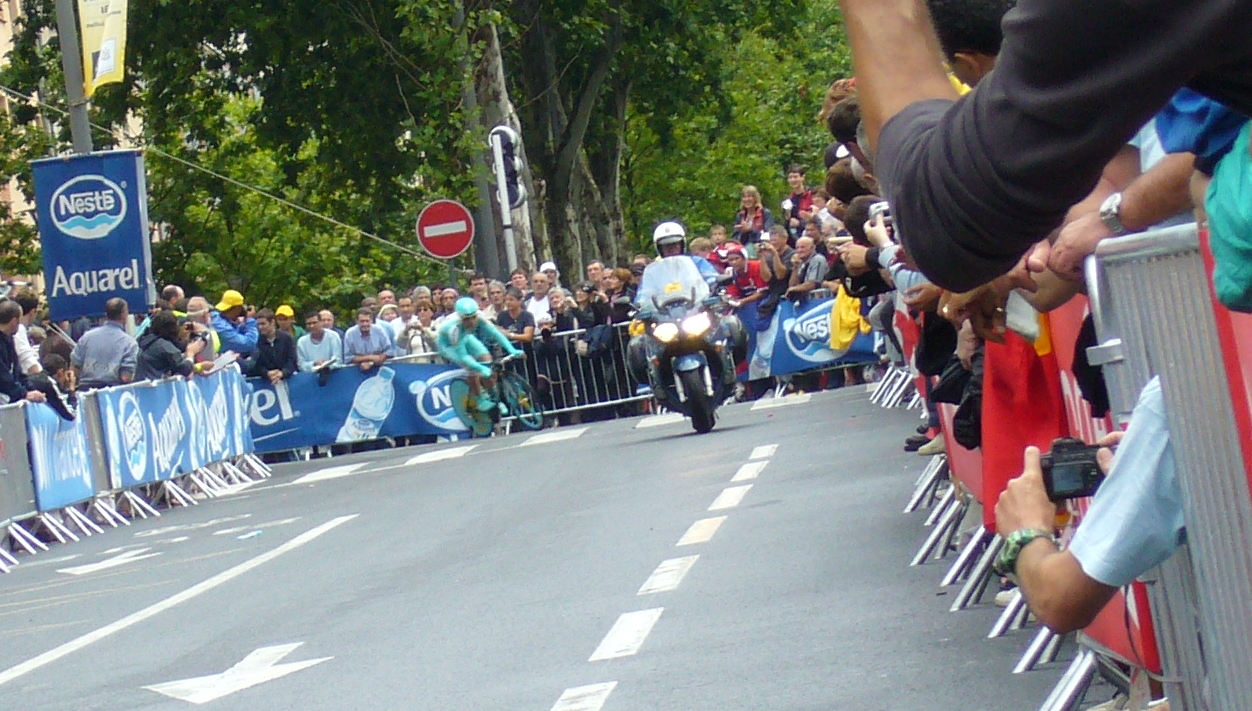
Alexandre Vinokourov à 2 km de l'arrivée

Alexandre Vinokourov a réalisé le meilleur temps en course mais trois jours plus tard, le mardi 24 juillet, le contrôle qu'il a subi s'est révélé être positif aux transfusions homologues, l'échantillon A testé contenant deux populations distinctes de globules rouges. Le maillot jaune Michael Rasmussen parvient à conserver sa position de leader, avec une honorable onzième position dans une épreuve dans laquelle le grimpeur n'est pas un grand spécialiste.

## Communes traversées

### Tarn(81)
Albi, Fréjairolles, Villefranche-d'Albigeois, Ambialet, Cunac, Albi

## Classement de l'étape
| \| Classement de l'étape \| Classement de l'étape \| Classement de l'étape \| Classement de l'étape \| Classement de l'étape \| \| Coureur \| Coureur \| Pays \| Équipe \| Temps \| \| --------------------- \| --------------------- \| --------------------- \| ------------------------------- \| --------------------- \| \| 1er \| Alexandre Vinokourov \| Kazakhstan \| Astana \| DQ \| \| 1er \| Cadel Evans \| Australie \| Predictor-Lotto \| 1 h 07 min 48 s \| \| 2e \| Andreas Klöden \| Allemagne \| Astana \| + 25 s \| \| 3e \| Andrey Kashechkin \| Kazakhstan \| Astana \| + 30 s \| \| 4e \| Bradley Wiggins \| Royaume-Uni \| Cofidis-Le Crédit par Téléphone \| + 1 min 00 s \| \| 5e \| Yaroslav Popovych \| Ukraine \| Discovery Channel \| + 1 min 02 s \| \| 6e \| Alberto Contador \| Espagne \| Discovery Channel \| + 1 min 04 s \| \| 7e \| Sylvain Chavanel \| France \| Cofidis-Le Crédit par Téléphone \| + 1 min 24 s \| \| 8e \| Levi Leipheimer \| États-Unis \| Discovery Channel \| DQ \| \| 9e \| Mikel Astarloza \| Espagne \| Euskaltel-Euskadi \| + 1 min 28 s \| \| 10e \| Michael Rasmussen \| Danemark \| Rabobank \| + 1 min 41 s \| |                      |             |                                 |                 |
| |                      |             |                                 |                 |
| |                      |             |                                 |                 |
| Classement de l'étape |                      |             |                                 |                 |
| Coureur | Coureur              | Pays        | Équipe                          | Temps           |
| 1er | Alexandre Vinokourov | Kazakhstan  | Astana                          | DQ              |
| 1er | Cadel Evans          | Australie   | Predictor-Lotto                 | 1 h 07 min 48 s |
| 2e | Andreas Klöden       | Allemagne   | Astana                          | + 25 s          |
| 3e | Andrey Kashechkin    | Kazakhstan  | Astana                          | + 30 s          |
| 4e | Bradley Wiggins      | Royaume-Uni | Cofidis-Le Crédit par Téléphone | + 1 min 00 s    |
| 5e | Yaroslav Popovych    | Ukraine     | Discovery Channel               | + 1 min 02 s    |
| 6e | Alberto Contador     | Espagne     | Discovery Channel               | + 1 min 04 s    |
| 7e | Sylvain Chavanel     | France      | Cofidis-Le Crédit par Téléphone | + 1 min 24 s    |
| 8e | Levi Leipheimer      | États-Unis  | Discovery Channel               | DQ              |
| 9e | Mikel Astarloza      | Espagne     | Euskaltel-Euskadi               | + 1 min 28 s    |
| 10e | Michael Rasmussen    | Danemark    | Rabobank                        | + 1 min 41 s    |

## Classement général
Après cette étape contre-la-montre de nombreux changements sont à signaler au classement général de l'épreuve. Avec une onzième place à l'étape, le Danois Michael Rasmussen (Rabobank) porte toujours le maillot jaune de leader mais les deux espagnols Alejandro Valverde (Caisse d'Épargne) et Iban Mayo (Saunier Duval-Prodir) qui le suivaient au classement sortent du top 10. C'est maintenant l'Australien Cadel Evans (Predictor-Lotto) à une minute et Alberto Contador (Discovery Channel) à deux minutes et 31 secondes qui montent sur le podium provisoire. Les rouleurs Andreas Klöden (Astana), Levi Leipheimer (Discovery Channel) et Andrey Kashechkin (Astana) en profite également pour faire une remontée au classement et prennent les 4e, 5e et 6e places. Le vainqueur de l'étape avant son déclassement Alexandre Vinokourov (Astana) reprend une place dans le top 10, il est 9e.
L'Américain Levi Leipheimer, 5e du classement général, est disqualifié en 2012 pour ses pratiques dopantes entre 1999 et 2007 et apparait donc rayé dans le classement si dessous.
| \| Classement général \| Classement général \| Classement général \| Classement général \| Classement général \| \| Coureur \| Coureur \| Pays \| Équipe \| Temps \| \| ------------------ \| -------------------- \| ------------------ \| ------------------ \| ------------------ \| \| 1er \| Michael Rasmussen \| Danemark \| Rabobank \| 58 h 46 min 39 s \| \| 2e \| Cadel Evans \| Australie \| Predictor-Lotto \| + 1 min 00 s \| \| 3e \| Alberto Contador \| Espagne \| Discovery Channel \| + 2 min 31 s \| \| 4e \| Andreas Klöden \| Allemagne \| Astana \| + 2 min 34 s \| \| 5e \| Levi Leipheimer \| États-Unis \| Discovery Channel \| DQ \| \| 6e \| Andrey Kashechkin \| Kazakhstan \| Astana \| + 4 min 23 s \| \| 7e \| Carlos Sastre \| Espagne \| CSC \| + 4 min 45 s \| \| 8e \| Mikel Astarloza \| Espagne \| Euskaltel-Euskadi \| + 5 min 07 s \| \| 9e \| Alexandre Vinokourov \| Kazakhstan \| Astana \| DQ \| \| 10e \| Kim Kirchen \| Luxembourg \| T-Mobile \| + 5 min 29 s \| |                      |            |                   |                  |
| |                      |            |                   |                  |
| |                      |            |                   |                  |
| Classement général |                      |            |                   |                  |
| Coureur | Coureur              | Pays       | Équipe            | Temps            |
| 1er | Michael Rasmussen    | Danemark   | Rabobank          | 58 h 46 min 39 s |
| 2e | Cadel Evans          | Australie  | Predictor-Lotto   | + 1 min 00 s     |
| 3e | Alberto Contador     | Espagne    | Discovery Channel | + 2 min 31 s     |
| 4e | Andreas Klöden       | Allemagne  | Astana            | + 2 min 34 s     |
| 5e | Levi Leipheimer      | États-Unis | Discovery Channel | DQ               |
| 6e | Andrey Kashechkin    | Kazakhstan | Astana            | + 4 min 23 s     |
| 7e | Carlos Sastre        | Espagne    | CSC               | + 4 min 45 s     |
| 8e | Mikel Astarloza      | Espagne    | Euskaltel-Euskadi | + 5 min 07 s     |
| 9e | Alexandre Vinokourov | Kazakhstan | Astana            | DQ               |
| 10e | Kim Kirchen          | Luxembourg | T-Mobile          | + 5 min 29 s     |

## Classements annexes
| Classement par points | Classement par points | Classement par points | Classement par points | Classement par points |
| Coureur               | Coureur               | Pays                  | Équipe                | Points                |
| --------------------- | --------------------- | --------------------- | --------------------- | --------------------- |
| 1er                   | Tom Boonen            | Belgique              | Quick Step-Innergetic | 195 pts               |
| 2e                    | Robert Hunter         | Afrique du Sud        | Barloworld            | 175 pts               |
| 3e                    | Erik Zabel            | Allemagne             | Team Milram           | 174 pts               |
| 4e                    | Thor Hushovd          | Norvège               | Crédit Agricole       | 132 pts               |
| 5e                    | Sébastien Chavanel    | France                | La Française des jeux | 127 pts               |

| Classement par points | Classement par points | Classement par points | Classement par points | Classement par points |
| Coureur               | Coureur               | Pays                  | Équipe                | Points                |
| --------------------- | --------------------- | --------------------- | --------------------- | --------------------- |
| 1er                   | Tom Boonen            | Belgique              | Quick Step-Innergetic | 195 pts               |
| 2e                    | Robert Hunter         | Afrique du Sud        | Barloworld            | 175 pts               |
| 3e                    | Erik Zabel            | Allemagne             | Team Milram           | 174 pts               |
| 4e                    | Thor Hushovd          | Norvège               | Crédit Agricole       | 132 pts               |
| 5e                    | Sébastien Chavanel    | France                | La Française des jeux | 127 pts               |

| Classement de la montagne | Classement de la montagne | Classement de la montagne | Classement de la montagne | Classement de la montagne |
| Coureur                   | Coureur                   | Pays                      | Équipe                    | Points                    |
| ------------------------- | ------------------------- | ------------------------- | ------------------------- | ------------------------- |
| 1er                       | Michael Rasmussen         | Danemark                  | Rabobank                  | 98 pts                    |
| 2e                        | Mauricio Soler            | Colombie                  | Barloworld                | 89 pts                    |
| 3e                        | Yaroslav Popovych         | Ukraine                   | Discovery Channel         | 86 pts                    |
| 4e                        | Mikel Astarloza           | Espagne                   | Euskaltel-Euskadi         | 51 pts                    |
| 5e                        | Laurent Lefèvre           | France                    | Bouygues Telecom          | 50 pts                    |

| Classement de la montagne | Classement de la montagne | Classement de la montagne | Classement de la montagne | Classement de la montagne |
| Coureur                   | Coureur                   | Pays                      | Équipe                    | Points                    |
| ------------------------- | ------------------------- | ------------------------- | ------------------------- | ------------------------- |
| 1er                       | Michael Rasmussen         | Danemark                  | Rabobank                  | 98 pts                    |
| 2e                        | Mauricio Soler            | Colombie                  | Barloworld                | 89 pts                    |
| 3e                        | Yaroslav Popovych         | Ukraine                   | Discovery Channel         | 86 pts                    |
| 4e                        | Mikel Astarloza           | Espagne                   | Euskaltel-Euskadi         | 51 pts                    |
| 5e                        | Laurent Lefèvre           | France                    | Bouygues Telecom          | 50 pts                    |

| Classement du meilleur jeune | Classement du meilleur jeune | Classement du meilleur jeune | Classement du meilleur jeune | Classement du meilleur jeune |
| Coureur                      | Coureur                      | Pays                         | Équipe                       | Temps                        |
| ---------------------------- | ---------------------------- | ---------------------------- | ---------------------------- | ---------------------------- |
| 1er                          | Alberto Contador             | Espagne                      | Discovery Channel            | 58 h 49 min 10 s             |
| 2e                           | Linus Gerdemann              | Allemagne                    | T-Mobile                     | + 4 min 28 s                 |
| 3e                           | Kanstantsin Siutsou          | Biélorussie                  | Barloworld                   | + 7 min 54 s                 |
| 4e                           | Mauricio Soler               | Colombie                     | Barloworld                   | + 8 min 19 s                 |
| 5e                           | Vladimir Gusev               | Russie                       | Discovery Channel            | + 13 min 19 s                |

| Classement du meilleur jeune | Classement du meilleur jeune | Classement du meilleur jeune | Classement du meilleur jeune | Classement du meilleur jeune |
| Coureur                      | Coureur                      | Pays                         | Équipe                       | Temps                        |
| ---------------------------- | ---------------------------- | ---------------------------- | ---------------------------- | ---------------------------- |
| 1er                          | Alberto Contador             | Espagne                      | Discovery Channel            | 58 h 49 min 10 s             |
| 2e                           | Linus Gerdemann              | Allemagne                    | T-Mobile                     | + 4 min 28 s                 |
| 3e                           | Kanstantsin Siutsou          | Biélorussie                  | Barloworld                   | + 7 min 54 s                 |
| 4e                           | Mauricio Soler               | Colombie                     | Barloworld                   | + 8 min 19 s                 |
| 5e                           | Vladimir Gusev               | Russie                       | Discovery Channel            | + 13 min 19 s                |

| Classement par équipes | Classement par équipes | Classement par équipes | Classement par équipes |
| Équipe                 | Équipe                 | Pays                   | Temps                  |
| ---------------------- | ---------------------- | ---------------------- | ---------------------- |
| 1re                    | Astana                 | Suisse                 | 176 h 32 min 04 s      |
| 2e                     | Discovery Channel      | États-Unis             | + 54 s                 |
| 3e                     | CSC                    | Danemark               | + 2 min 19 s           |
| 4e                     | Rabobank               | Pays-Bas               | + 3 min 59 s           |
| 5e                     | Caisse d'Épargne       | Espagne                | + 4 min 47 s           |

| Classement par équipes | Classement par équipes | Classement par équipes | Classement par équipes |
| Équipe                 | Équipe                 | Pays                   | Temps                  |
| ---------------------- | ---------------------- | ---------------------- | ---------------------- |
| 1re                    | Astana                 | Suisse                 | 176 h 32 min 04 s      |
| 2e                     | Discovery Channel      | États-Unis             | + 54 s                 |
| 3e                     | CSC                    | Danemark               | + 2 min 19 s           |
| 4e                     | Rabobank               | Pays-Bas               | + 3 min 59 s           |
| 5e                     | Caisse d'Épargne       | Espagne                | + 4 min 47 s           |